# Team Marketing
Die Team Marketing AG (Eigenschreibweise: TEAM Marketing AG) ist eine Schweizer Marketingfirma aus Luzern und vor allem für den Kauf und die Vermarktung der Fernseh-Übertragungsrechte des Europäischen Fussballverbandes UEFA bekannt. Die Firma ist eine Tochterfirma der Highlight Communications AG, die auch Mehrheitseigner der Constantin Film ist und der u. a. die TV-Sender der SPORT1-Gruppe gehören.

## Tätigkeiten
Team Marketing AG vermarktet seit 1992 Lizenzrechte der UEFA wie die UEFA Champions League und die UEFA Europa League sowie der zugehörigen Klubwettbewerbe, Sponsoring usw. Neben dem Fussball hat die Firma u. a. auch die Wiener Philharmoniker vermarktet.
Im Geschäftsjahr 2018 erreichte die Team Marketing AG einen Umsatz von 63,7 Mio. Fr. und erzielte damit einen Gewinn von 31,5 Mio. Fr. In der Saison 2016/2017 betrug das Volumen der Vermarktungseinnahmen für die UEFA 2,35 Milliarden Euro.